# Medaglia di benemerenza per i volontari della guerra italo-austriaca 1915-1918
La speciale medaglia di benemerenza per i volontari degni di encomio della guerra italo-austriaca del 1915-1918 fu istituita con R.D. n. 1163 del 1923 dal governo italiano che, terminata la prima guerra mondiale ritenne opportuno creare un segno tangibile di riconoscimento per tutti coloro che erano accorsi volontari all'appello della Patria in armi.
La concessione della benemerenza fu estesa a coloro che presero parte volontariamente ai successivi conflitti, tali medaglie hanno un disegno pressoché identico a questa e lo stesso nastro rosso solferino, con eventualmente sovrapposta un'altra combinazione di colori legata alla campagna cui si riferiscono.
La medaglia fu abolita nel 2010.

## Criteri di eleggibilità
La medaglia era concessa a chi aveva partecipato alle operazioni belliche in modo degno di encomio e che, con lo stato di servizio o col foglio matricolare, dava prova di appartenere ad una delle seguenti categorie:
1. già riformati arruolatisi spontaneamente come ufficiali, sottufficiali o militari di truppa o del C.R.E. almeno un mese prima della data del decreto che li avrebbe chiamati a visita di revisione;
2. militari che, dichiarati non idonei al servizio di guerra per ferite riportate in guerra o per sopravvenute infermità, ritornarono spontaneamente a far parte dell'esercito o marina operante;
3. militari di seconda e terza categoria che avevano preso spontaneamente servizio alle armi come ufficiali, sottufficiali o miliari di truppa o del C.R.E. almeno quattro mesi prima della data del decreto di chiamata della loro classe o categoria ed effettivamente siano stati incorporati nell'esercito o marina operanti prima del detto richiamo;
4. arruolati spontaneamente almeno quattro mesi prima di essere chiamati alla visita innanzi ai Consigli di leva ed effettivamente partiti per essere incorporati nell'esercito o marina operanti prima della data in cui avrebbero normalmente passata la visita stessa;
5. dispensati per legge dal servizio militare che, almeno cinque mesi prima del 4 novembre 1918, rinunciarono spontaneamente alla dispensa per essere incorporati nell'esercito o marina operanti;

La presentazione del brevetto di ricompense nell'Ordine militare di Savoia al valor militare o della Croce al merito di guerra era titolo necessario e sufficiente, per parte degli appartenenti alle cinque categorie suaccennate, per comprovare la partecipazione alla guerra in modo degno di encomio.
I caduti, i feriti in combattimento ed i decorati con Ordine militare di Savoia o al valore per azioni di guerra compiute durante il servizio volontario, avevano diritto alla medaglia anche se il servizio stesso era iniziato entro limiti di tempo inferiori a quelli indicati sopra.
1. coloro che, non più soggetti per ragioni di età ad obblighi di servizio militare, si arruolarono spontaneamente come ufficiali, sottufficiali o militari di truppa o del C.R.E. prestando servizio in zona di guerra in modo encomiabile.

Con l'art. 4 del R. D. n. 1529 del 1925 la benemerenza fu concessa anche agli iscritti marittimi che avevano navigato su piroscafi mercantili senza avere obblighi di servizio militare e che avevano ottenuto la Croce al merito di guerra o si trovavano nelle condizioni per ottenerla.

### Normativa del 1925
Con R. D. n. 2127 del 1925 i criteri di eleggibilità furono disciplinati in maniera più dettagliata e fu prevista l'esclusione dalla concessione di coloro che, pur possedendo i titoli, erano ritenuti, a giudizio delle autorità competenti al rilascio, indegni di fregiarsene per avere nel frattempo riportato condanne penali o per gravi motivi d'ordine morale.
La medaglia di benemerenza per i volontari della Guerra 1915-1918 era concessa anche a coloro che avevano partecipato alle operazioni belliche in modo degno di encomio e che provavano con lo stato di servizio, col foglio matricolare o con altri documenti idonei di appartenere ad una delle seguenti categorie:
- già riformati arruolatisi spontaneamente nel Regio esercito o nella Regia marina, almeno un mese prima della data del decreto che li avrebbe chiamati a visita di revisione; tale limite di tempo poteva essere inferiore per i caduti, i feriti in combattimento e i decorati dell'Ordine militare di Savoia o al valore per azioni di guerra compiute durante il servizio volontario;
- militari che, dichiarati non idonei a servizio di guerra per ferite riportate in guerra o per sopravvenuto infermità, ritornarono spontaneamente a far parte dell'Esercito o della Marina operanti;
- militari che, dichiarati permanentemente inabili ai servizi di guerra per infermità preesistenti, siano stati incorporati nell'Esercito o nella Marina operanti;
- militari di terza categoria che avevano assunto spontaneamente servizio, nell'Esercito o nella Marina, almeno quattro mesi prima della data del decreto di chiamata della loro classe o categoria, ed effettivamente erano stati incorporati nell'Esercito o nella Marina operanti prima della data di inizio della presentazione alle armi della propria classe o categoria; l'anticipo di arruolamento poteva essere inferiore per i caduti, i feriti in combattimento e i decorati dell'Ordine militare di Savoia o al valore per azioni di guerra compiute durante il servizio volontario;
- arruolati spontaneamente almeno quattro mesi prima di essere chiamati alla visita innanzi ai Consigli di leva, ed effettivamente partiti per essere incorporati nell'Esercito o nella Marina operanti prima della data della circolare che stabiliva la presentazione alle armi delle reclute della loro classe, per i militari chiamati a visita prima del 24 settembre 1915 l'anticipo di arruolamento era ridotto a due mesi e poteva essere ancora inferiore per i caduti, i feriti in combattimento e i decorati dell'Ordine militare di Savoia o al valore per azioni di guerra compiute durante il servizio volontario;
- dispensati per legge dal servizio militare che rinunciarono spontaneamente alla dispensa per essere incorporati nell'Esercito o nella Marina operanti almeno cinque mesi prima del 4 novembre 1918, tale limite di tempo potava essere inferiore per i caduti, i feriti in combattimento e i decorati dell'Ordine militare di Savoia o al valore per azioni di guerra compiute durante il servizio volontario;
- esonerati dal servizio militare che rinunciarono all'esonero per essere incorporati nell'Esercito o nella Marina operanti almeno un anno prima del 4 novembre 1918, tale limite di tempo poteva essere inferiore per i caduti, i feriti in combattimento e i decorati dell'Ordine militare di Savoia o al valore per azioni di guerra compiute durante il servizio volontario;
- coloro che, pur essendo alle armi e non avendo per legge obblighi di servizio in zona di operazioni (ufficiali di riserva del Regio esercito e ufficiali dei quadri onorari della Regia marina) chiesero ed ottennero di essere incorporati nell'Esercito o nella Marina operanti;
- coloro che, riformati o comunque non compresi nel decreto di chiamata per mobilitazione generale, in seguito a loro domanda, erano stati nominati ufficiali di milizia territoriale dopo la dichiarazione della guerra mondiale e prima del 24 maggio 1915, si trovavano nelle condizioni specifiche di cui ad uno dei punti precedenti, avevano prestato servizio nell'Esercito o nella Marina operanti e preso parte ad uno o più combattimenti di notevole importanza comportandosi lodevolmente;
- militari residenti all'estero, dispensati dal rispondere alla chiamata alle armi per mobilitazione, che rimpatriarono spontaneamente, prendendo parte lodevolmente alla guerra;
- cittadini delle nazioni alleate od associate che si erano arruolati nell'Esercito o nella Marina italiani prima di aver compiuto il 21º anno di età e cittadini delle altre nazioni che si arruolarono come sopra in qualunque età.

Per provare di aver partecipato alla guerra in modo degno di encomio era necessario e sufficiente che gli appartenenti a dette categorie dimostrassero di essere decorati dell'Ordine militare di Savoia o di medaglia al valor militare o di croce al merito di guerra.
Una simile dimostrazione era considerata sufficiente soltanto di massima per gli appartenenti alla Croce rossa italiana ed al Sovrano Militare Ordine di Malta, i quali, per ottenere la concessione della medaglia dovevano inoltre trovarsi nelle condizioni specifiche di una delle precedenti categorie ed essere venuti ad immediato contatto col nemico, comportandosi lodevolmente.
Avevano diritto alla medaglia anche coloro che, non più soggetti per ragioni di età ad obblighi di servizio militare si erano arruolati spontaneamente nell'Esercito o nella Marina prestando servizio in zona di guerra in modo encomiabile, senza la necessità di produrre le relative prove.
Per gli iscritti marittimi che avevano navigato su piroscafi mercantili senza avere obblighi di servizio militare, si applicavano le disposizioni previste dall'art. 4 del R.D. n. 1529 del 19 luglio 1925, con le particolari norme esecutive emanate dal Ministro per la marina.

### Ex irredenti volontari di guerra
In base al decreto istitutivo avevano diritto alla medaglia i cittadini delle terre già soggette al nemico che si erano arruolati nell'esercito o nell'armata italiani.

"Distintivo d'onore per gli ex irredenti volontari di guerra" (mod. 1923) applicato sul nastrino e sul nastro della "Medaglia di benemerenza per i volontari della guerra italo-austriaca 1915-1918"

Per gli ex irredenti italiani che nell'ultima guerra contro l'Austria Ungheria si erano arruolati volontari nell'esercito e nella marina da guerra italiane, con R.D. n. 1626 del 1921, era già stato istituito il Distintivo d'onore per gli ex irredenti volontari di guerra.

"Distintivo d'onore per gli ex irredenti volontari di guerra" (mod. 1921) applicato sul proprio nastrino bianco

"Distintivo d'onore per gli ex irredenti volontari di guerra" (mod. 1922) applicato sul proprio nastrino bianco

## Insegne
Con R.D. n. 2180 del 1923 si stabilì che la medaglia doveva essere di bronzo, avere un diametro di 32 mm. e recare:
sul rectouna testa femminile con corona turrita, simbolo dell'Italia e la dicitura «PER L'ITALIA»;
sul versola leggenda «VOLONTARI DI GUERRA MCMXV-MCMXVIII» e due figure simboleggianti il volontario che si distacca dalla madre, anteponendo all'affetto più forte della famiglia l'amor di Patria.
Il concorso fu vinto da Publio Morbiducci, la medaglia fu prodotta da varie ditte.
Le medaglie si portavano sul petto, a sinistra, appese a un nastro di seta largo trentasette millimetri di colore rosso solferino.
Gli ex irredenti italiani già autorizzati a fregiarsi del Distintivo d'onore istituito con R.D. n. 1626 del 1921, potevano ricamare o applicare in oro, sul nastro e sul nastrino della medaglia, gli stemmi di Trieste, Trento e Zara, dell'altezza di otto millimetri.